# Semiothisa tristaria
Semiothisa tristaria är en fjärilsart som beskrevs av William Schaus 1901. Semiothisa tristaria ingår i släktet Semiothisa och familjen mätare. Inga underarter finns listade i Catalogue of Life.